# Takekazu Asaka
Takekazu Asaka (em japonês:  浅香武和), nascido em Tóquio em 1952, é um linguista e professor japonês de Filologia Românica da Universidade de Tsudajuku, Tóquio. Traduziu para o japonês obras de autores galegos como Rosalía de Castro, Ramón Cabanillas e Uxío Novoneyra, e elaborou a primeira gramática galega para japoneses. Define-se a si mesmo como "embaixador da cultura galega no Japão".
Também é a responsável por organizar em Tóquio, e noutras cidades, ciclos de música e poesia galegas para celebrar o Dia das Letras Galegas. Desde junho de 2017, é o académico correspondente da Real Academia Galega em reconhecimento do seu trabalho.

## Carreira

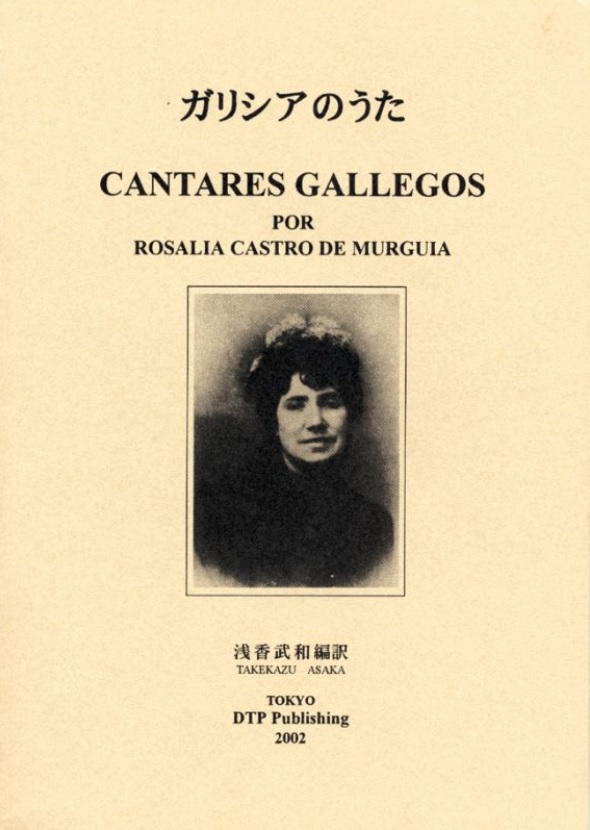
Cantares gallegos, Toquio.

Conheceu a Galiza pela primeira vez em 1989 para participar em XIX Congresso Internacional de Filologia e Linguística Românica, e desde que conheceu a língua e a cultura galegas converteu-se no seu grande defensor. É professor de gramática espanhola em Tóquio e dá cursos de língua e cultura galegas. Em 2002, traduziu para o japonês Cantares gallegos, publicado por DTP Publishing. Em 2014, traduziu para o japonês Contos da minha terra, com prólogo de María do Carmo Rios Panisse e um CD com a leitura do texto, editado por DTP Publishing.
No ano 2017, publicou uma edição bilingue dos Âmbitos de Uxío Novoneyra.

## Obra
- Gramática do galego moderno (bilingue japonês-galego). (1993) Tóquio: Daigakusyorin. (195 páginas; ISBN 4-475-01807-2)
- Guia de conversação em galego (1994)
- Vocabulário básico da língua galega. (1996) Tóquio: Daigakusyorin. ISBN 4-475-01231-7. (As primeiras 122 páginas são um índice galego-castelhano-japonês. Depois da página 158 prossegue com as equivalências castelhano-galego e até o final do livro com as japonês-galego. Na apresentação afirma conter 2600 equivalências)
- Cantares gallegos (traduzido para japonês em 2002). DTP Publishing.
- Cantata a Ramón Cabanillas (2013)
- Contos da minha terra (traduzido para japonês em 2014)
- Xograr Martín Codax (2015)
- Nova gramática do galego (2017)
- Os Âmbitos (edição bilingue galego-japonês em 2017)